# Liste der Denkmäler in Puchberg am Schneeberg

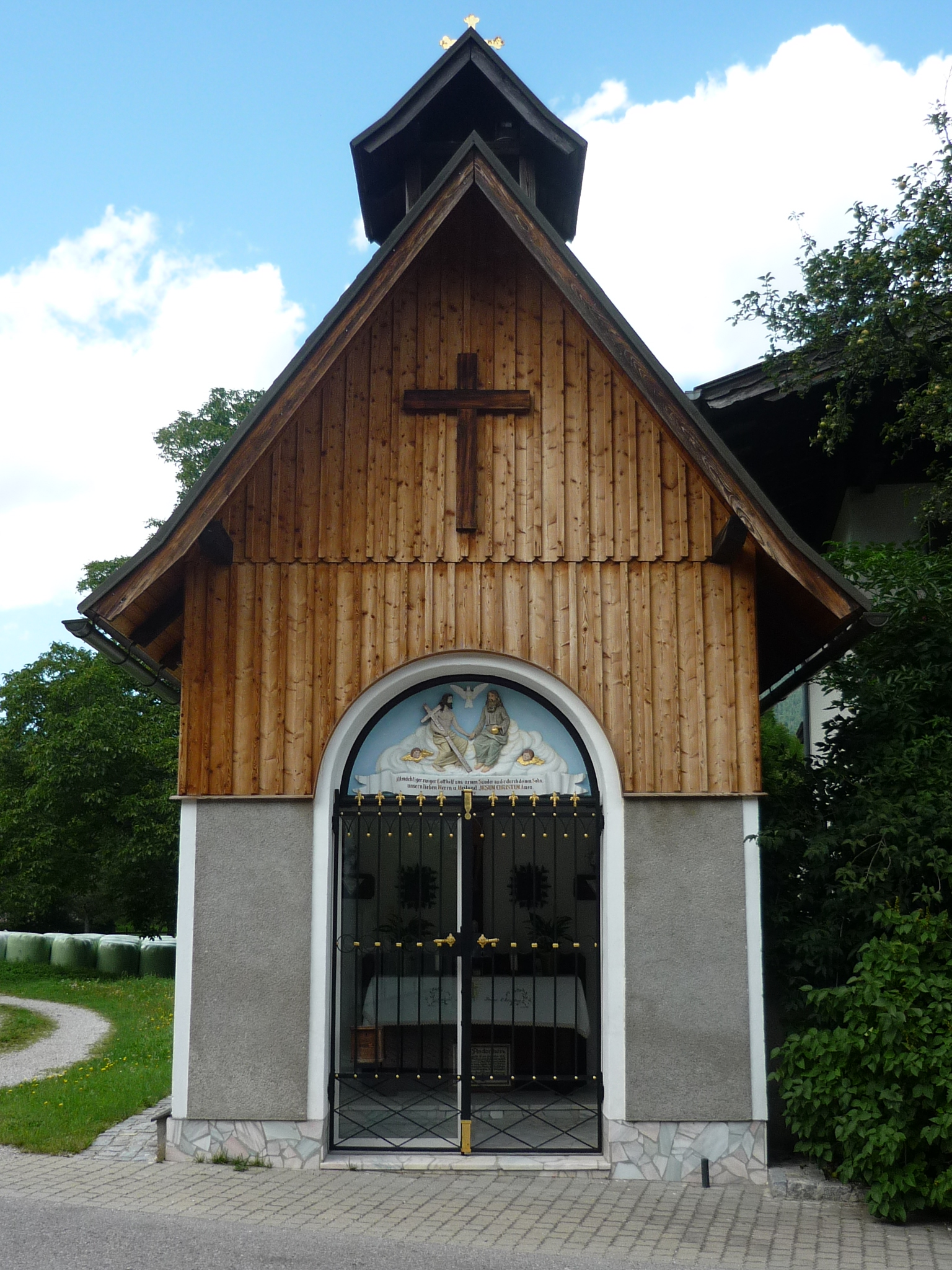
Christus Denkmal

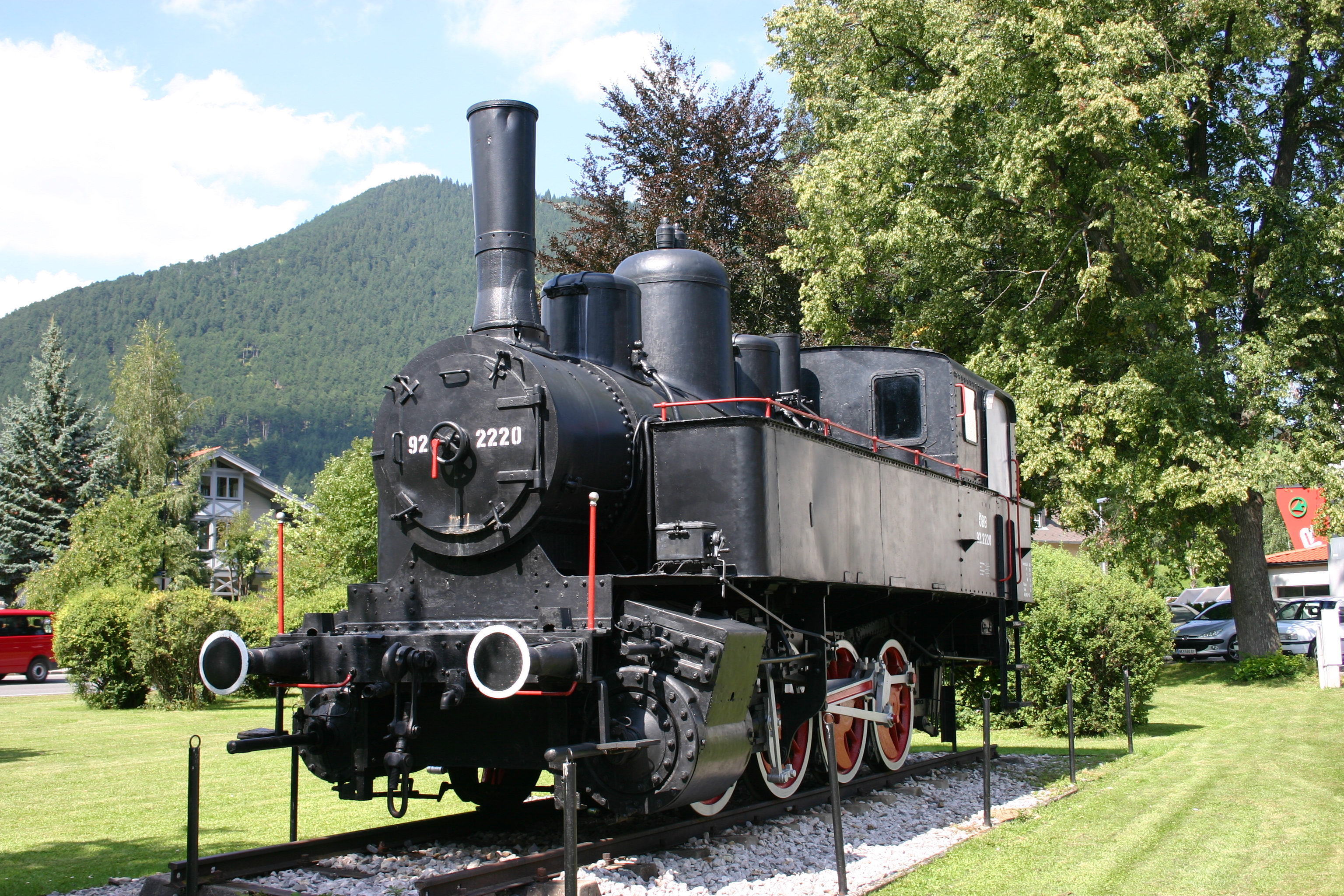
Dampflokdenkmal

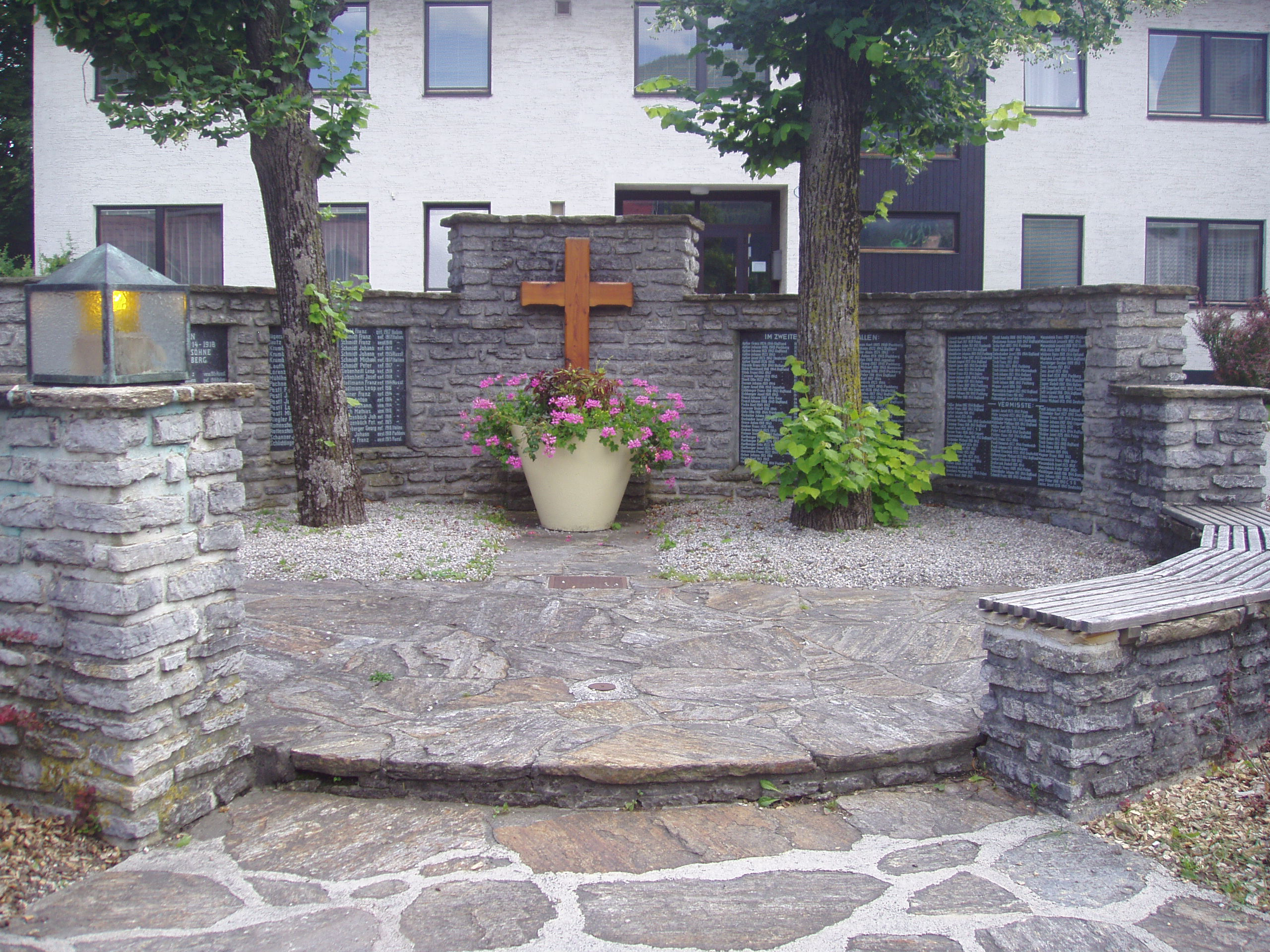
Gedenkstein zu Ehren der Opfer der Weltkriege

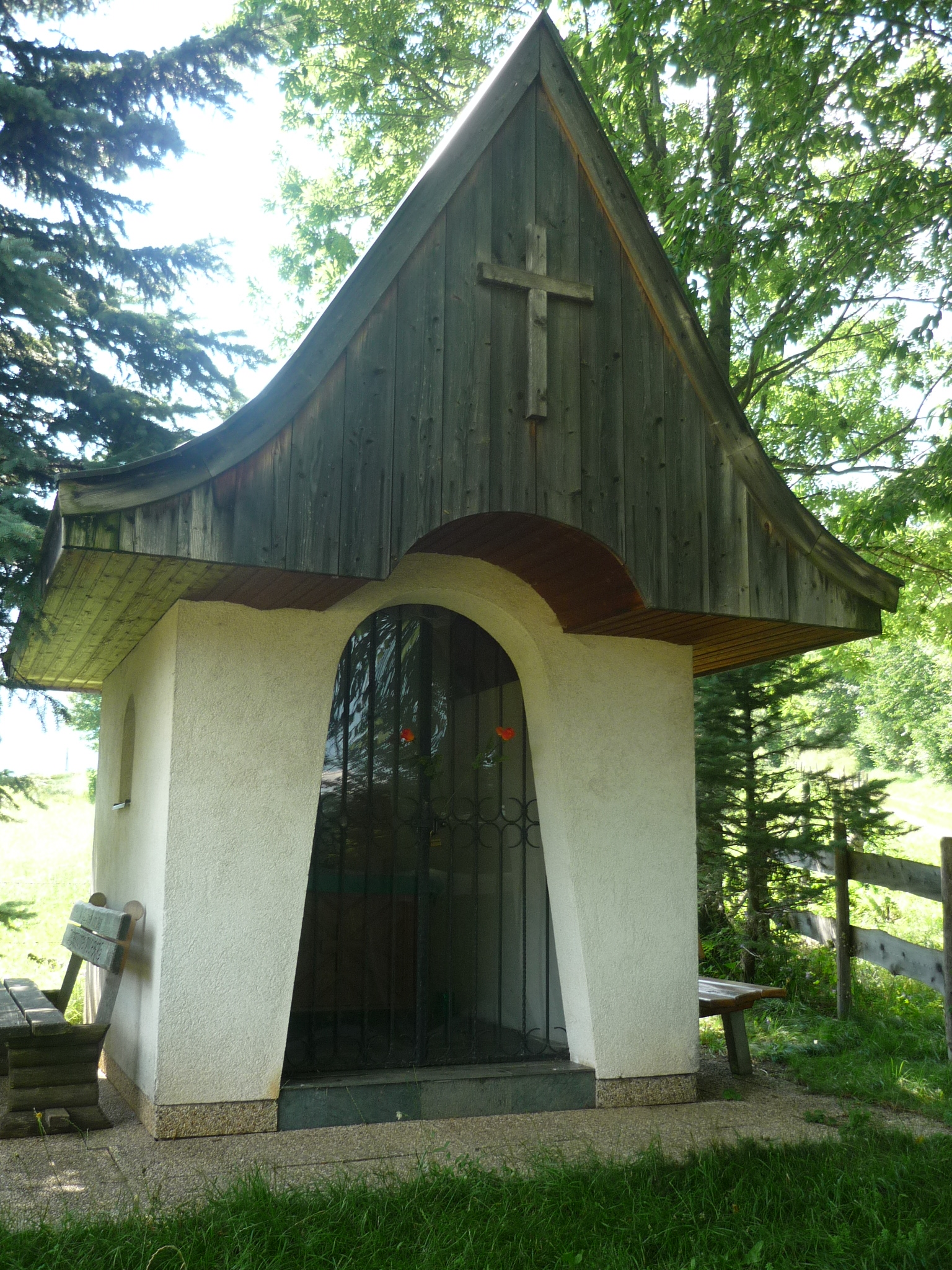
Hubertuskapelle

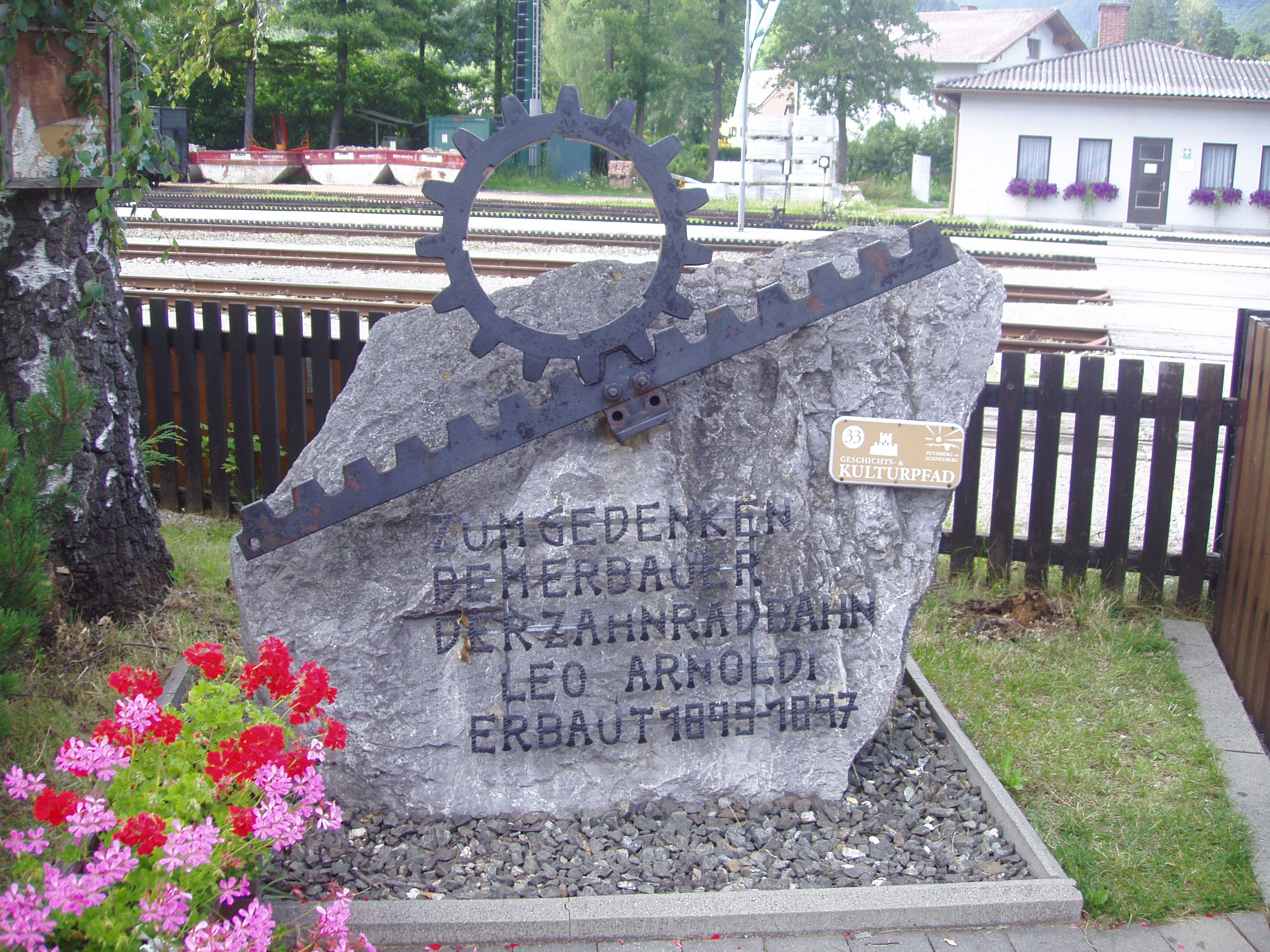
Leo-Arnoldi-Gedenkstein

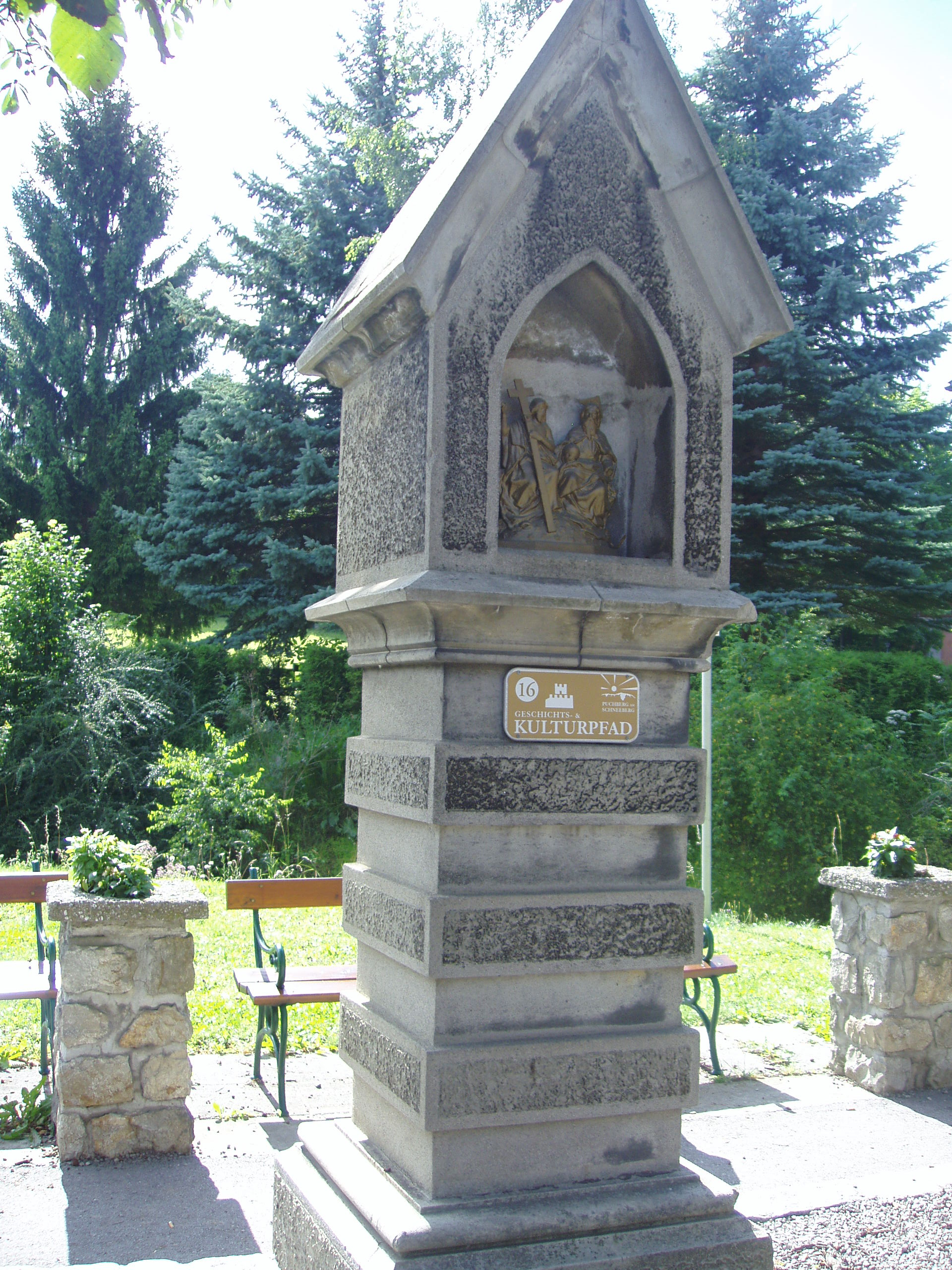
Pestsäule

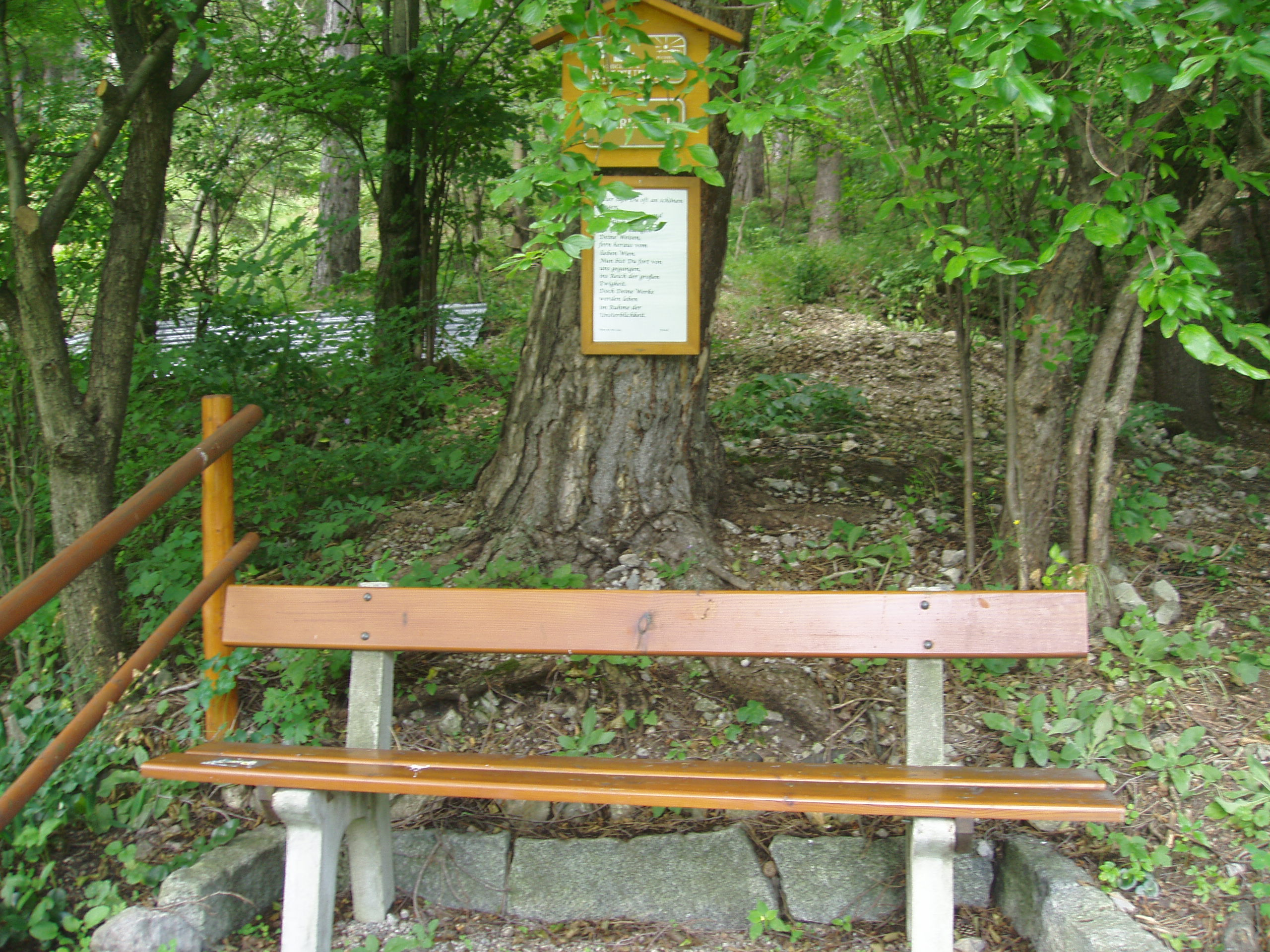
Ziehrerbank

In der Marktgemeinde Puchberg am Schneeberg stehen zahlreiche Denkmäler. Diese werden im Folgenden dargestellt.
Der überwiegende Teil stammt aus dem 20. Jahrhundert. Nachdem im Laufe des 19. Jahrhunderts die touristische Erschließung von Puchberg am Schneeberg und des Schneebergs begann, sind viele Denkmäler jenen Personen gewidmet, die an dieser Entwicklung maßgeblich beteiligt waren. Die Werke von Reiseschriftstellern der Romantik, wie Franz Xaver Schweickhardt, J. A. Schultes oder Franz Xaver Embel, lösten diese Entwicklung aus. Eng damit verbunden war der Aufstieg Puchbergs zur Sommerfrische und der Bau der Schneebergbahn.

## Beschreibung der Denkmäler

### Christus Denkmal
Das Christus Denkmal befindet sich im Ortsteil Schneebergdörfl und ist im Jahr 1868 zum Gedenken an Jesus von Nazaret errichtet worden. 1870 wurde es um einen Turm und eine Glocke erweitert.

### Dampflokomotive
In Würdigung der Bedeutung der Eisenbahn für den Ort Puchberg wurde neben der Wiener Neustädter Straße die Dampflokomotive 92.2220, die einst auf der normalspurigen Schneebergbahn verkehrte und im Heizhaus Puchberg stationiert war, aufgestellt. Die Lokomotive, die bereits zur Verschrottung abgestellt war, wurde von Eisenbahnfreunden gerettet und als Denkmal aufgestellt.

### Elisabethkirchlein
Das Elisabethkirchlein befindet sich am Hochschneeberg unmittelbar neben der Bergstation der Schneebergbahn und wurde zum Gedenken an die am 10. September 1898 ermordete Kaiserin Elisabeth („Sissi“) errichtet.

### Günther-Schlesinger-Denkmal
Das Günther-Schlesinger-Denkmal befindet sich in der Nähe des Gipfels des 948 Meter hohen Himbergs auf dem so genannten Eidechsenfelsen. Es wurde zum Gedenken an Günther Schlesinger (1886–1945), dem Begründer des österreichischen Naturschutzes, errichtet.

### Hubertuskapelle
Die Hubertuskapelle steht bei einem abgelegenen Weg, der Knipfliz und Puchberg verbindet. Sie wurde 1980 errichtet und ist ein Denkmal der Jägerrunde. Die Jägerrunde wurde 1956 von Ottokar Freiherr von Chiari gegründet.

### Kaiserstein
Der Kaiserstein ist der zweite Gipfel des Schneebergs mit einer Höhe von 2061 Meter und befindet sich oberhalb der Fischerhütte. Auf dem Kaiserstein wurde ein Gedenkstein zur Erinnerung an die Besteigung des Schneebergs durch Kaiser Franz I. am 10. August 1805 und am 30. Juli 1807 errichtet. Dieser Gedenkstein wurde mehrmals durch Blitzschlag beschädigt, zuletzt im Juli 2002.

### Kriegerdenkmal
Das Kriegerdenkmal befindet sich neben der Pfarrkirche St. Vitus und den örtlichen Schulen. Es wurde an die Erinnerung an die gefallenen und vermissten Soldaten der beiden Weltkriege errichtet.

### Leo-Arnoldi-Gedenkstein
Der Leo-Arnoldi-Gedenkstein zeigt ein Zahnrad und eine Zahnstange und befindet sich beim Talbahnhof der Schneebergbahn. Er erinnert an Leo Arnoldi, den Erbauer der Schneebergbahn in den Jahren 1895 bis 1897.

### Paul-Kammerer-Denkmal
Das Paul-Kammerer-Denkmal befindet sich am Himberg am Theresienfelsen und erinnert an den Naturwissenschaftler Paul Kammerer, der sich nach kurzem Aufenthalt am 23. September 1926 in Puchberg unter dem Verdacht, seine experimentellen Ergebnisse gefälscht zu haben, erschossen hat.

### Pestsäule
Die Pestsäule steht an der Gemeindegrenze bei der Wiener Neustädter Straße, neben dem Sierningbach unter zwei Kastanienbäumen. Sie wurde zum Gedenken an die Opfer der Pest im Jahr 1713 gebaut.

### Siebertruhe
Das Denkmal wurde zum Gedenken der Familie Siebert errichtet, die über die längste Tradition aller Puchberger Sommergäste verfügten. Sie waren unter anderem auch im Anfertigen von Parks und Landschaftsbildern in Puchberg tätig.

### Schoberkapelle
An der Grenze zu Gutenstein wurde auf der Schoberalm die Schoberkapelle errichtet, die über das Sierningtal erreichbar ist. Die Weidegenossenschaft hält dort jährlich eine Messe und einen Almkirtag.

### Ziehrerbank
Die Ziehrerbank liegt ein wenig abseits von Puchberg bei der Neunkirchner Straße. Die Bank wurde nach Carl Michael Ziehrer benannt, der in Puchberg den Sommer des Jahres 1915 verbrachte und dort täglich Spaziergänge unternommen hat.